# Ichnanthus grandifolius
Ichnanthus grandifolius là một loài thực vật có hoa trong họ Hòa thảo. Loài này được (Döll) Zuloaga & Soderstr. mô tả khoa học đầu tiên năm 1985.